# Liste der tschechischen Abgeordneten zum EU-Parlament (2009–2014)
Die Liste der tschechischen Abgeordneten zum EU-Parlament (2009–2014) listet alle tschechischen Mitglieder des 7. Europäischen Parlaments nach der Europawahl in Tschechien 2009.

## Mandatsstärke der Parteien
- GUE/NGL: 4
- S&D: 7
- EVP: 2
- EKR: 9

| Nationale Partei                                                          | Mandate | Fraktion                                                                                  |
| ------------------------------------------------------------------------- | ------- | ----------------------------------------------------------------------------------------- |
| Občanská demokratická strana (ODS)                                        | 9       | Europäische Konservative und Reformisten (EKR)                                            |
| Česká strana sociálně demokratická (ČSSD)                                 | 7       | Fraktion der Progressiven Allianz der Sozialdemokraten im Europäischen Parlament (S&D)    |
| Komunistická strana Čech a Moravy (KSČM)                                  | 4       | Konföderale Fraktion der Vereinten Europäischen Linken/Nordischen Grünen Linken (GUE/NGL) |
| Křesťanská a demokratická unie– 000Československá strana lidová (KDU-ČSL) | 2       | Fraktion der Europäischen Volkspartei (EVP)                                               |
| Gesamt                                                                    | 22      |                                                                                           |

## Abgeordnete
| Bild | MEP               | von           | bis           | Partei  | Fraktion | Anmerkungen                |
| ---- | ----------------- | ------------- | ------------- | ------- | -------- | -------------------------- |
|      | Jan Březina       | 14. Juli 2009 | 30. Juni 2014 | KDU-ČSL | EVP      |                            |
|      | Zuzana Brzobohatá | 14. Juli 2009 | 30. Juni 2014 | ČSSD    | S&D      |                            |
|      | Milan Cabrnoch    | 14. Juli 2009 | 30. Juni 2014 | ODS     | EKR      |                            |
|      | Andrea Češková    | 14. Juli 2009 | 30. Juni 2014 | ODS     | EKR      |                            |
|      | Robert Dušek      | 14. Juli 2009 | 30. Juni 2014 | ČSSD    | S&D      |                            |
|      | Hynek Fajmon      | 14. Juli 2009 | 30. Juni 2014 | ODS     | EKR      |                            |
|      | Richard Falbr     | 14. Juli 2009 | 30. Juni 2014 | ČSSD    | S&D      |                            |
|      | Jiří Havel        | 14. Juli 2009 | 8. Juli 2012  | ČSSD    | S&D      | Nachrücker: Vojtěch Mynář  |
|      | Jaromír Kohlíček  | 14. Juli 2009 | 30. Juni 2014 | KSČM    | GUE/NGL  |                            |
|      | Edvard Kožušník   | 14. Juli 2009 | 30. Juni 2014 | ODS     | EKR      |                            |
|      | Jiří Maštálka     | 14. Juli 2009 | 30. Juni 2014 | KSČM    | GUE/NGL  |                            |
|      | Vojtěch Mynář     | 23. Juli 2012 | 30. Juni 2014 | ČSSD    | S&D      | Nachgerückt für Jiří Havel |
|      | Miroslav Ouzký    | 14. Juli 2009 | 30. Juni 2014 | ODS     | EKR      |                            |
|      | Pavel Poc         | 14. Juli 2009 | 30. Juni 2014 | ČSSD    | S&D      |                            |
|      | Miloslav Ransdorf | 14. Juli 2009 | 30. Juni 2014 | KSČM    | GUE/NGL  |                            |
|      | Vladimír Remek    | 14. Juli 2009 | 30. Juni 2014 | KSČM    | GUE/NGL  |                            |
|      | Zuzana Roithová   | 14. Juli 2009 | 30. Juni 2014 | KDU-ČSL | EVP      |                            |
|      | Libor Rouček      | 14. Juli 2009 | 30. Juni 2014 | ČSSD    | S&D      |                            |
|      | Olga Sehnalová    | 14. Juli 2009 | 30. Juni 2014 | ČSSD    | S&D      |                            |
|      | Ivo Strejček      | 14. Juli 2009 | 30. Juni 2014 | ODS     | EKR      |                            |
|      | Evžen Tošenovský  | 14. Juli 2009 | 30. Juni 2014 | ODS     | EKR      |                            |
|      | Oldřich Vlasák    | 14. Juli 2009 | 30. Juni 2014 | ODS     | EKR      |                            |
|      | Jan Zahradil      | 14. Juli 2009 | 30. Juni 2014 | ODS     | EKR      |                            |